# Medal Macierzyństwa
Medal Macierzyństwa (ros. Медаль материнства) – radziecki medal cywilny ustanowiony dla nagradzania matek, które urodziły i wychowały 5–6 dzieci.
Medal został ustanowiony dekretem Rady Najwyższej ZSRR z 8 lipca 1944 roku. Równocześnie zostały ustanowione Order Macierzyńskiej Sławy i tytuł honorowy Matka-bohater, którymi były nagradzane matki mające 7–10 dzieci. Statut medalu i jego opis został ustalony dekretem Rady Najwyższej z dnia 18 sierpnia 1944 roku. Dekret ten został zmieniony i uzupełniony dwukrotnie w dniach 28 maja 1973 i 18 lipca 1980 roku.

## Zasady nadawania
Medal został ustanowiony dla nagradzania matek. Posiadał dwie klasy:
- I klasa – dla matek, które urodziły i wychowały szóstkę dzieci
- II klasa – dla matek, które urodziły i wychowały piątkę dzieci

Medal przysługiwał, gdy najmłodsze z dzieci osiągnęło wiek 1 roku, a równocześnie pozostałe dzieci żyły. Do liczby dzieci zaliczano także dzieci, które zginęły lub zaginęły w czasie wojny w obronie ZSRR, zginęły w czasie służby wojskowej lub podczas wykonywania obowiązków służbowych przy ratowaniu życia, socjalistycznego mienia, obrony państwa socjalistycznego, zmarły w wyniku obrażeń doznanych w trakcie wykonywania wyżej wymienionych obowiązków lub w wyniku urazów i chorób zawodowych.
Medal przysługiwał także matkom  które wychowywały dzieci przybrane na mocy prawa (adoptowane, przysposobione).
Medal był nadawany w imieniu Prezydium Rady Najwyższej ZSRR przez Rady Najwyższe republik związkowych ZSRR.
Pierwsze nadanie miało miejsce na podstawie dekretu Rady Najwyższej ZSRR z dnia 6 grudnia 1944 roku, nagrodzono wtedy 24 kobiety medalem I klasy i 19 medalem II klasy.
Łącznie nadano ponad 13 mln Medali.

## Opis odznaki
Odznakę stanowi okrągły krążek o średnicy 29 mm, odznaka I klasy wykonana była ze srebra, a II klasy z brązu.
Na awersie znajduje się postać matki z dzieckiem w centralnej części. W lewym górnym rogu znajduje się pięcioramienna gwiazda z rozchodzącymi się promieniami. Na obwodzie medalu umieszczony jest wieniec z liści laurowych, na dole jest szarfa z napisem CCCP (pol. ZSRR).
Na rewersie w centralnej części jest sierp i młot, w górnej części napis МЕДАЛЬ (pol. Medal) a w dolnej МАТЕРИНСТВА (pol. Macierzyństwa).
Medal zawieszony był na blaszce stylizowanej na wstążkę, pokrytej białą emalią, w środku spiętą metalową sprzączką we wzory. Zawieszka medalu I klasy na krawędziach ma paski z niebieskiej emalii, a II klasy z błękitnej emalii. Metalowa sprzączka jest pozłacana w obu klasach. Medal nie posiada baretki, noszony był tylko w pełnej wersji.